# Platorchestia kaalensis
Platorchestia kaalensis är en kräftdjursart som först beskrevs av J. L. Barnard 1955.  Platorchestia kaalensis ingår i släktet Platorchestia och familjen tångloppor. Inga underarter finns listade i Catalogue of Life.